# Anthony Soter Fernandez

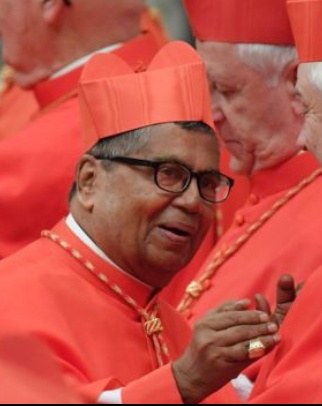
Kardinal Fernandez (2016)

Wappen als Kardinal und
Erzbischof von
Kuala Lumpur

Anthony Soter Kardinal Fernandez (* 22. April 1932 in Sungai Petani, British Malaya; † 28. Oktober 2020 in Cheras) war ein malaysischer Geistlicher und Erzbischof von Kuala Lumpur sowie Kardinal der römisch-katholischen Kirche.

## Leben
Anthony Soter Fernandez wurde am 22. April 1932 als Sohn indisch-stämmiger Eltern in Sungai Petani, einer Stadt im malaysischen Bundesstaat Kedah, geboren. Nach seinem Schulbesuch in Taiping und Sungai Petani war er zunächst zehn Jahre lang als Krankenpfleger tätig. 1958 trat er in das Diözesanseminar des Heiligen Franz Xaver in Singapur ein und studierte am Großen Seminar in Penang. Nach seiner theologischen Ausbildung empfing er am 10. Dezember 1966 in der Mariä-Himmelfahrt-Kathedrale in Penang die Priesterweihe für das Bistum Penang. Er war drei Jahre lang stellvertretender Pfarrer in Taiping und in Penang; von 1969 bis 1971 war er Pfarrer in Taiping. Ab 1971 absolvierte er ein Studium mit einem internationalen theologischen Fokus in Manila und Bengaluru. 1973 kehrte er nach Penang zurück. Er war Professor am Großen Seminar in Penang und bekleidete bis 1977 das Amt des Rektors.
Papst Paul VI. ernannte ihn am 29. September 1977 zum Bischof von Penang. Die Bischofsweihe spendete ihm der Erzbischof von Singapur, Gregory Yong Sooi Ngean, am 17. Februar des nächsten Jahres; Mitkonsekratoren waren Anthony Lee Kok Hin, Bischof von Miri, und James Chan Soon Cheong, Bischof von Malacca-Johor. Über Erzbischof Ngean geht Fernandez Apostolische Sukzession neun Generationen von Missionsbischöfen der Pariser Mission auf Erzbischof de Bovet von Toulouse zurück.
Papst Johannes Paul II. ernannte ihn am 2. Juli 1983 zum Erzbischof von Kuala Lumpur. Von diesem Amt trat er am 24. Mai 2003 zurück. Er war Präsident der Bischofskonferenz von Malaysia-Singapur-Brunei für zwei Amtszeiten (1987–1990; 2000–2003)
Im Konsistorium vom 19. November 2016 nahm ihn Papst Franziskus als Kardinalpriester mit der Titelkirche Sant’Alberto Magno in das Kardinalskollegium auf. Als einer der ersten der neuernannten Kardinäle nahm er bereits zwei Tage später seine Titelkirche in Besitz.
Kardinal Fernandez lebte in einem Seniorenheim in Cheras, in dem er im Oktober 2020 an den Folgen einer Krebserkrankung starb.

## Apostolische Sukzession
| Apostolische Sukzession von Anthony Soter Fernandez (1978) | Apostolische Sukzession von Anthony Soter Fernandez (1978) |
| Historische Weihelinie                                     | Hauptkonsekrator                                           |
| ---------------------------------------------------------- | ---------------------------------------------------------- |
| Gregory Yong Sooi Ngean (1968)                             | Murphy Nicholas Xavier Pakiam (1995)                       |
| Michel Olçomendy M.E.P. (1947)                             |                                                            |
| Frédéric-Marie Provost M.E.P. (1929)                       |                                                            |
| Pierre Louis Perrichon M.E.P. (1921)                       |                                                            |
| Jean-Claude Bouchut M.E.P. (1902)                          |                                                            |
| Marc Chatagnon M.E.P. (1887)                               |                                                            |
| François-Eugène Lions M.E.P. (1872)                        |                                                            |
| Joseph Desflèches M.E.P. (1844)                            |                                                            |
| Jacques-Léonard Pérocheau M.E.P. (1818)                    |                                                            |
| François de Bovet (1789)                                   |                                                            |